# ポスト・オフィス・ロード
ポスト・オフィス・ロード（Post Office Road, 現在はスポンサー名を冠しThe Chris Moyles Stadium）は、イングランド、ウェスト・ヨークシャー、ポンテフラクト(en)の近くフェザーストーン(en)にあるラグビーリーグスタジアム。
フェザーストーン・ローヴァーズのホームスタジアムとなっている。収容人数は6,750人。

## 概要
1904年にオープン。1908年からフェザーストーン・ローヴァーズがホームとして使用している。
2007年からは、Radio 1 Disc Jockeyであるクリス・モイルズ(en)の名を新しいスタジアム名称としている。
以前は、UKコール(en)がスポンサー（命名権取得）となりLionheart Stadiumと呼ばれていた。

## 入場者数

### 最大入場者数
- 17,000人 v セント・ヘレンズ, 1957